# کیسوکه نایتو
کیسوکه نایتو (انگلیسی: Keisuke Naito؛ زادهٔ ۱۱ اوت ۱۹۸۷) بازیکن فوتبال اهل ژاپن است.